# 558 TCN
558 TCN là một năm trong lịch La Mã.